# Аннагари
Аннагари (англ. Annagry, также Anagaire; ирл. Anagaire) — деревня в Ирландии, находится в графстве Донегол (провинция Ольстер). Является частью Гэлтахта.

## Демография
Население — 223 человека (по переписи 2006 года). В 2002 году население было 247 человек.
Данные переписи 2006 года:
| Общие демографические показатели |               |                               |                               |      |      |
| Всё население                    | Всё население | Изменения населения 2002—2006 | Изменения населения 2002—2006 | 2006 | 2006 |
| 2002                             | 2006          | чел.                          | %                             | муж. | жен. |
| 247                              | 223           | −24                           | −9,7                          | 113  | 110  |